# بال بينكو
بال بينكو (بالمجرية: Benkő Pál)‏ ولد في 15 يوليو 1928 بأميان فرنسا وهو أستاذ كبير وكاتب ومؤلف مسائل شطرنج
أمريكي من أصول مجرية. تأهل إلى مسابقة الترشح عامي 1959 و 1962، وفاز ببطولة أمريكا المفتوحة للشطرنج ثماني مرات، وفاز بالبطولة الكندية المفتوحة مرة سنة 1964. سميت باسمه افتتاحية غامبت بانكو.

## مسيرته
ولد بينكو في أميان بفرنسا لكنه ترعرع في أرمينيا وأصبح بطل أرمينيا حين بلغ العشرين من عمره، هاجر إلى الولايات المتحدة سنة 1958 منحه الاتحاد الدولي لقب الاستاذ الكبير سنة 1985.
أفضل إنجاز لبينكو كان التأهل لمسابقة الترشج عامي 1959 و1962. كلا المنافستين جمعت أفضل ثمان لاعبين في العالم لتحديد منافس بطل العالم. احتل المركز الثامن في 1959 والسادس سنة 1962. وتأهل بينكو للتصفيات ما بين مناطقية سنة 1970 التي يتأهل الفائز فيها لمسابقة الترشح لكنه تخلى عن مكانه لبوبي فيشر الذي فاز ببطولة العالم للشطرنج 1972.
فاز بينكو (حل أو أو تعادل في المركز الأول) ثمان مرات ببطولة أمريكا الفتوحة للشطرنج أعوام: 1961، 1964، 1965، 1966، 1967، 1969، 1974، 1975 والبطولة الكندية المفتوحة سنة 1964.
فاز بينكو على أربع أبطال للعالم هم: بوبي فيشر، ميخائيل تال، تيجران بتروسيان، فاسيلي سميسلوف، وكانت نتيجته ضد فيشر ثلاث انتصارات سبع تعادلات وثمان خسارات.

## مساهماته في الشطرنج
بعص افتتاحيات الشطرنج التي تعمق فيها سميت باسمه:
- غامبت بانكو (b5 d5.3 c5 c4.2 Nf6 d4.1) والتي جعلها تشتهر وذلك بلعبها بنجاح كبير منذ منتصف 1960
- افتتاحية بانكو (1.g3) والتي لعبها أول مرة في مسابقة الترشح سنة 1962 وفاز بها ضد بوبي فيشر وميخائيل تال

كتب كتابا عن غامبت بانكو والذي نشر في 1974، كما أن بينكو خبير في نهايات اللعب وكان له عمود في مجلة حياة الشطرنج التي كانت تنشر من قبل الاتحاد الأمريكي للشطرنج، وله عمود مسائل شطرنج كذلك سمي 'حيرات بانكو'، راجع الكتاب الكلاسيكي: نهايات شطرنج أساسية الذي كتبه روبن فاين وبالإضافة لنجاحه كلاعب فإن بانكو مؤلف مسائل شطرنج ومسائل نهايات اللعب.

## كتبه
- غامبت بانكو 1974
- دروس في نهايات لعب الشطرنج 1990
- الفوز مع بسيكولوجيا الشطرنج بواسطة بال بينكو وبيرت هوشبرغ 1991
- دروس نهايات لعب الشطرنج الجزء الثاني 1999
- أساسيات نهايات الشطرنج بواسطة روبن فاين، راجعها بال بينكو 2003
- بال بينكو: حياتي، مباريات ومنافسات بواسطة بال بينكو، جيريمي سيلمن، وجون واتسون 2004
- مختبر نهاياة لعب بال بينكو 2007.

## روابط خارجية
- بال بينكو على موقع مباريات الشطرنج (الإنجليزية)
- بال بينكو على موقع 365Chess.com (الإنجليزية)
- بال بينكو على موقع Chesstempo.com (الإنجليزية)
- بال بينكو على موقع الاتحاد الأمريكي للشطرنج (الإنجليزية)
- بال بينكو سجل أولمبياد الشطرنج على موقع OlimpBase.org (الإنجليزية)
- صفحة اللاعب على موقع الاتحاد الدولي للشطرنج